# Eitel von Berlepsch
Eitel von Berlepsch (* 1539; † 22. August 1602 in Ziegenhain) war ein deutscher Offizier und Verwaltungsbeamter. Er war Kommandant der Festung Ziegenhain und landgräflicher Gouverneur der Grafschaft Ziegenhain.

## Leben
Berlepsch stammte aus dem Adelsgeschlecht Berlepsch. Sein Vater Kaspar Sittich von Berlepsch († 1539) war Amtmann im Amt Homberg an der Ohm, die Mutter war Klara Rau geborene von und zu Holzhausen († 1554). Berlepsch, der evangelischer Konfession war, heiratete 1573 Anna Senft von Sulburg, die Tochter des Melchior Senft von Sulburg. Aus der Ehe gingen 3 Söhne und 8 Töchter hervor.
Berlepsch studierte ab 1550 Rechtswissenschaften in Marburg, seit Wintersemester 1553/54 in Leipzig. Danach setzte er seine Studien in Wittenberg bei Melanchthon fort aber dort aber nicht immatrikuliert.
Er schlug zunächst die Militärlaufbahn ein und kämpfte 1566 in Ungarn gegen die Türken. 1567 war er im Feldlager vor Gotha. Seit dem 15. März 1568 und bis 1576 war er Rat und Diener in der Kanzlei in Kassel, danach war er bis 1580 Kammermeister in Kassel. Ostern 1580 wurde er zum Amtmann und Hauptmann der Festung Ziegenhain ernannt und blieb bis zu seinem Tod 1602 in dieser Funktion.
Er wurde zum hessischen Erbkämmerer ernannt und erhielt 1573 zu seiner Hochzeit vom Landgrafen eine vergoldete Kanne.